# Holocranaus laevifrons
Holocranaus laevifrons is een hooiwagen uit de familie Cranaidae.